# Ucebne, Bilohirsk
Ucebne (în ucraineană Учебне) este un sat în comuna Zemleanîcine din raionul Bilohirsk, Republica Autonomă Crimeea, Ucraina.

## Demografie
Componența lingvistică a localității Ucebne
     Rusă (80,68%)
     Ucraineană (11,36%)
     Tătară crimeeană (7,95%)
Conform recensământului din 2001, majoritatea populației localității Ucebne era vorbitoare de rusă (80,68%), existând în minoritate și vorbitori de ucraineană (11,36%) și tătară crimeeană (7,95%).